# Мартыновское сельское поселение (Тверская область)
Марты́новское се́льское поселе́ние (карел. Martinovan kyläkunda) — упразднённое в 2013 году муниципальное образование Краснохолмского района Тверской области.
Мартыновское сельское поселение было образовано в соответствии с законом Тверской области от 28 февраля 2005 г. № 32-ЗО. Включило в себя территории Васильковского, Мартыновского и часть Братсковского сельских округов.
Центр поселения — деревня Мартыново.
Законом Тверской области от 28 марта 2013 года № 17-ЗО Лихачёвское сельское поселение, Мартыновское сельское поселение и Ульянинское сельское поселение были преобразованы путём объединения во вновь образованное муниципальное образование Лихачёвское сельское поселение Краснохолмского района Тверской области. Центр поселения — деревня Лихачёво.

## География
- Общая площадь: 269,8 км²
- Нахождение: северная часть Краснохолмского района.
  - Граничит:

На территории поселения верховья рек Ламь, Сыроверка, Решетиха и Лойка.

## Экономика
Основные хозяйства: колхозы «Восход», «Вперёд» и «Новый Путь».

## Население
По данным на момент создания, на территории поселения проживало 769 жителей, по данным на 01.01.2008 — 483 человека. Национальный состав: русские и тверские карелы.

## Населенные пункты
В состав Мартыновскского сельского поселения было включено 28 населённых пунктов:
| №  | Тип нп | Название    | Население (2008 год) |
| -- | ------ | ----------- | -------------------- |
| 1  | дер.   | Братское    | 114                  |
| 2  | село   | Болонино    | 28                   |
| 3  | дер.   | Васильки    | 90                   |
| 4  | дер.   | Горчаково   | 2                    |
| 5  | село   | Дроздеево   | 0                    |
| 6  | дер.   | Дулово      | 1                    |
| 7  | дер.   | Жигариха    | 0                    |
| 8  | дер.   | Кожанково   | 13                   |
| 9  | дер.   | Коровкино   | 52                   |
| 10 | дер.   | Крапивкино  | 10                   |
| 11 | дер.   | Лесной Холм | 1                    |
| 12 | дер.   | Максимцы    | 18                   |
| 13 | дер.   | Михалево    | 26                   |
| 14 | село   | Мартыново   | 80                   |
| 15 | дер.   | Новинка     | 0                    |
| 16 | дер.   | Новоселка   | 2                    |
| 17 | дер.   | Огибалово   | 63                   |
| 18 | дер.   | Осташково   | 6                    |
| 19 | дер.   | Потешкино   | 25                   |
| 20 | дер.   | Петряево    | 23                   |
| 21 | дер.   | Перха       | 4                    |
| 22 | дер.   | Поповка     | 4                    |
| 23 | дер.   | Поповское   | 5                    |
| 24 | дер.   | Стрелка     | 3                    |
| 25 | дер.   | Хребтово    | 29                   |
| 26 | дер.   | Черницино   | 27                   |
| 27 | дер.   | Чернава     | 4                    |
| 28 | дер.   | Шелгирогово | 16                   |

### Бывшие населенные пункты
- Башарово
- Голенищево
- Кошкино
- д. Василёво присоединена к д. Братское.

## История
В XIX — начале XX века деревни поселения относились к Мартыновской волости Весьегонского уезда Тверской губернии.

## Известные люди
В деревне Чернава родился Герой Советского Союза Николай Соколов

 В деревне Лесной Холм родился Герой Советского Союза Иван Виноградов

 В селе Мартыново родился Герой Советского Союза Николай Романов